# Mercedes W13
Mercedes W13 (офіційно Mercedes-AMG F1 W13 E Performance) — болід Формули-1, розроблений і виготовлений Мерседес для участі в чемпіонаті Формули-1 2022. Пілотами стали семиразовий чемріон Льюїс Гамільтон та Джордж Расселл. W13 є першим болідом Мерседес відповідно до нового технічного регламенту 2022 року. З W13 повернулась традиційна срібляста ліврея після того, як W11 і W12 були пофарбовані в чорний колір на підтримку руху Black Lives Matter.

## Представлення та передсезонні тести
Mercedes AMG F1 W13 був офіційно представлений на трасі Сільверстоун, коли Гамільтон і Расселл вперше випробували болід на треку 18 лютого 2022 року. З 23 по 25 лютого автомобіль взяв участь у першому передсезонному тестуванні на трасі Каталунья. Протягом трьох днів тестування автомобіль пройшов 392 кола; загалом 1832 км, що еквівалентно 6 гоночним дистанціям. Потім болід взяв участь у других передсезонних тестах на Міжнародному автодромі Бахрейну з 10 по 12 березня. Протягом трьох днів тестування автомобіль пройшов 384 кола, загалом 2078 км, що еквівалентно 6,7 гоночних дистанцій. Обидва тести показали, що автомобіль страждає від проблем з керуванням і балансуванням частково через надмірну появу ефекту "морської свині", а Гамільтон списав шанси команди на перемогу в першій гонці сезону. W13 зазнав значних змін у дизайні і майже не має бокових накладок. Цей дизайн використовувався протягом усього періоду тестів в Бахрейні і став основним для команди. Спочатку цитували, що керівник команди Red Bull Крістіан Горнер сказав, що дизайн не відповідає «духу правил». Пізніше представник Red Bull заявив, що це недостовірна інформація, заявивши, що команда не надавала жодних офіційних коментарів.

## Результати
| Рік      | Команда                       | Двигун              | Шини | Гонщик          | Гран-прі | Гран-прі | Гран-прі | Гран-прі | Гран-прі | Гран-прі | Гран-прі | Гран-прі | Гран-прі | Гран-прі | Гран-прі | Гран-прі | Гран-прі | Гран-прі | Гран-прі | Гран-прі | Гран-прі | Гран-прі | Гран-прі | Гран-прі | Гран-прі | Гран-прі | Очки | Місце |
| Рік      | Команда                       | Двигун              | Шини | Гонщик          | БАХ      | САУ      | АВС      | ЕМІ      | МАЯ      | ІСП      | МОН      | АЗЕ      | КАН      | ВЕЛ      | АВТ      | ФРА      | УГО      | БЕЛ      | НІД      | ІТА      | СІН      | ЯПО      | США      | МЕХ      | САП      | АБУ      | Очки | Місце |
| -------- | ----------------------------- | ------------------- | ---- | --------------- | -------- | -------- | -------- | -------- | -------- | -------- | -------- | -------- | -------- | -------- | -------- | -------- | -------- | -------- | -------- | -------- | -------- | -------- | -------- | -------- | -------- | -------- | ---- | ----- |
| 2022     | Mercedes-AMG Petronas F1 Team | Mercedes-AMG F1 M13 | P    | Льюїс Гамільтон | 3        | 10       | 4        | 13       | 6        | 5        | 8        | 4        | 3        | 3        | 38       | 2        | 2        | Схід     | 4        | 5        | 9        | 5        | 2        | 2        | 23       | 18       | 515  | 3     |
| 2022     | Mercedes-AMG Petronas F1 Team | Mercedes-AMG F1 M13 | P    | Джордж Расселл  | 4        | 5        | 3        | 4        | 5        | 3        | 5        | 3        | 4        | Схід     | 4        | 3        | 3        | 4        | 2        | 3        | 14       | 8        | 5        | 4        | 1        | 5        | 515  | 3     |
| Джерела: |                               |                     |      |                 |          |          |          |          |          |          |          |          |          |          |          |          |          |          |          |          |          |          |          |          |          |          |      |       |

* Сезон триває.